# Тукаспадак
Тукаспадак (twk’sp'δ'k, д/н — 698) — 3-й ихшид (властелин) Согда в 690-698 годах. В китайских источниках — Дусаботе или Дудоботе.

## Жизнеописание
Сын ихшида Вархумана. Наследовал власть около 690 года. Заключил союз с бухархудатом Тугшадой. Новое ослабление западных тюрок использовал для получения полной самостоятельности. В 695 году признан танским правительством. В 690-х годах совместно с Берхан-хатун, регентшей Бухары, и Алту-Чором, ихшидом Ферганы, выступил в поддержку присырдарьинских городов, восставших против власти Кангарского племенного союза.
Умер Тукаспадак в 698 году при неизвестных обстоятельствах, возможно, во время эпидемии. Ему наследовал брат Мастан-Навиан.